# 苏园
苏园（1923年6月—2021年2月20日），号迺大（乃大），男，汉族，四川成都人，中国书法家、篆刻家，曾任四川省人民政府文史研究馆馆员、资深馆员。